# Scotland (Connecticut)
Pour les articles homonymes, voir Scotland.
Scotland est une ville américaine située dans le comté de Windham au Connecticut.
Scotland devient une municipalité en 1857. Elle doit son nom à Isaac Magoon, originaire d'Écosse, qui s'y installe vers 1700.

## Démographie
| 1860 | 1870 | 1880 | 1890 | 1900 | 1910 |
| ---- | ---- | ---- | ---- | ---- | ---- |
| 720  | 643  | 590  | 506  | 471  | 476  |

| 1920 | 1930 | 1940 | 1950 | 1960 | 1970  |
| ---- | ---- | ---- | ---- | ---- | ----- |
| 391  | 402  | 478  | 513  | 684  | 1 022 |

| 1980  | 1990  | 2000  | 2010  | - | - |
| ----- | ----- | ----- | ----- | - | - |
| 1 072 | 1 215 | 1 556 | 1 726 | - | - |

Selon le recensement de 2010, Scotland compte 1 726 habitants. La municipalité s'étend sur 18,68 milles carrés (48,38 km2), dont 0,05 milles carrés (0,13 km2) d'étendues d'eau.